# Фіно
Фіно (фр. Finhaut) — громада  в Швейцарії в кантоні Вале, округ Сен-Моріс.

## Географія
Громада розташована на відстані близько 105 км на південь від Берна, 34 км на південний захід від Сьйона.
Фіно має площу 22,8 км², з яких на 2,6% дозволяється будівництво (житлове та будівництво доріг), 2,7% використовуються в сільськогосподарських цілях, 30,6% зайнято лісами, 64% не є продуктивними (річки, льодовики або гори).

## Демографія
2019 року в громаді мешкало 372 особи (-6,5% порівняно з 2010 роком), іноземців було 32,3%. Густота населення становила 16 осіб/км².
За віковим діапазоном населення розподілялося таким чином: 12,4% — особи молодші 20 років, 61,8% — особи у віці 20—64 років, 25,8% — особи у віці 65 років та старші. Було 178 помешкань (у середньому 2 особи в помешканні).
Із загальної кількості 111 працюючого 6 було зайнятих в первинному секторі, 8 — в обробній промисловості, 97 — в галузі послуг.